# فرنسيسكو دي توليدو
فرنسيسكو دي توليدو هو عسكري وسياسي إسباني، ولد في 10 يوليو 1515 في أوروبيسا في إسبانيا، وتوفي في 21 أبريل 1582 في إسكالونا في إسبانيا. انتخب نائب الملك على بيرو ‏.